# Albert Forcinal
Albert, Louis, Emile, Edmond Forcinal, né le 11 mai 1887 à Gisors (Eure) où il est mort le 1er novembre 1976, est un homme politique français, résistant et déporté.

## Biographie

### Premières années
Albert Louis Forcinal naît le 11 mai 1887 à Gisors, au 18 grande rue (aujourd'hui rue de Vienne), dans une famille de commerçants. Lui-même est négociant et industriel en verrerie.

### Première Guerre mondiale
Mobilisé en 1914, il est blessé le 5 septembre 1914 à la bataille de la Marne. Il est considéré comme mort, son décès est annoncé à sa famille. Il est en fait très gravement blessé, mais il s'en sort. Volontaire pour le front en 1916, défenseur du Mont-Sans-Nom (Champagne), il est promu officier de la Légion d'honneur  le 15 juillet 1918 sur le champ de bataille. Il termine la guerre avec neuf citations.
Franc-maçon, engagé au sein de la Ligue des Droits de l'Homme, c'est un républicain convaincu.

### Entre-deux-guerres
Après la guerre, il s'engage en politique sous l'étiquette "républicain-socialiste". Son premier mandat est celui de conseiller général de l’Eure qu'il obtient en 1925.
Trois ans plus tard, il est élu député de la circonscription des Andelys, et réélu en 1932.
À partir de 1935, il adhère au groupe parlementaire du parti nouvellement formé, l'USR, dont le chef de file est Aristide Briand, Il est élu secrétaire de la Chambre des députés, où il est un député actif, pacifiste, laïque profondément républicain. Il participe en tant que parlementaire à la commission d'enquête sur les événements du 6 février 1934.
Engagé dans la démarche du Front populaire, il est réélu en 1936. Il soutient alors les républicains espagnols et tente d'éviter la reconnaissance par Daladier du gouvernement Franco, en vain.

### Seconde Guerre mondiale
Pendant la Seconde Guerre mondiale, le 10 juillet 1940, il ne prend pas part au vote accordant les pleins pouvoirs au maréchal Pétain. Il s'engage dans la Résistance au sein du mouvement Libération-Nord. Arrêté le jour de ses 56 ans, le mardi 11 mai 1943, il est déporté à Buchenwald le samedi 22 janvier 1944. Son épouse est déportée à Ravensbrück.

### Après la Seconde Guerre mondiale
À la libération des camps, dans un état de santé précaire, il rentre  à Gisors en mai 1945. Il participe à la création de l'Union nationale des associations de déportés, internés et familles de disparus. Il siège alors à l'Assemblée consultative provisoire comme représentant des déportés et prisonniers.
En 1945, il retrouve son mandat de maire et conseiller général de Gisors.
Lors de l'élection de la première constituante, il se présente sous l'étiquette "républicain indépendant" et est élu. Il siège alors comme apparenté radical.
Pour l'élection de la deuxième constituante, il est deuxième sur la liste du rassemblement des gauches républicaines menée par Pierre Mendès-France, et est élu. Il rejoint alors le groupe UDSR. Il est réélu dans les mêmes conditions en novembre 1946. Il préside alors le groupe parlementaire de l'UDSR.
En 1947, après le renvoi des ministres communistes, il entre comme Secrétaire d'État aux Anciens combattants et aux Victimes de guerre dans le très bref gouvernement Paul Ramadier (2) (novembre 1947).
Par suite d'un différend avec René Pleven, il quitte le groupe UDSR en 1949 et s'apparente au groupe radical.
En 1951, il est réélu député, toujours second sur la liste de Mendès-France dans l'Eure.
Opposé à la communauté européenne de défense, il vote aussi contre le réarmement de l'Allemagne dans le cadre de l'OTAN, en 1954. À la fin de cette deuxième législature, il s'éloigne de Mendès-France, dont il trouve la ligne trop à gauche.
Il présente alors sa propre liste aux élections législatives de 1956, mais n'obtient que 5 % des voix.
En 1960, par opposition au retour du général De Gaulle, il rejoint le Parti socialiste unifié, et siège sous cette étiquette au conseil général jusqu'en 1976.
Il meurt le 1er novembre 1976 à Gisors et est inhumé au cimetière de la ville.

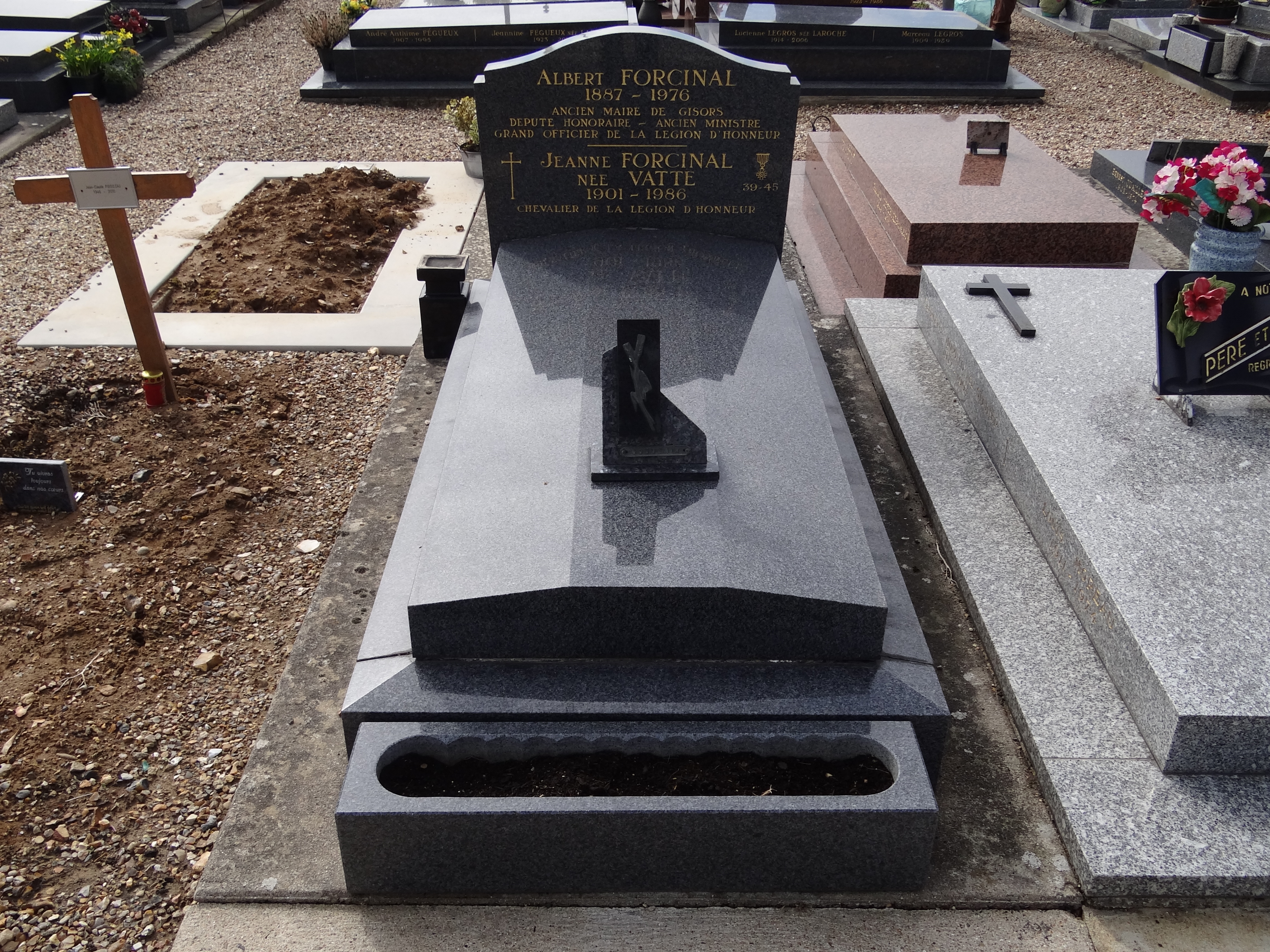
La tombe d'Albert Forcinal au cimetière de Gisors (Eure).

## Hommages

### Décorations
- Grand officier de la Légion d'honneur (28 juillet 1947)[6],[7]
- Croix de guerre 1914–1918 (neuf citations)
- Médaille de la Résistance française avec rosette

### Odonymie
La ville de Gisors a donné son nom à une avenue, celle dont le prolongement conduit, vers l'est, à Trie-Château et Chaumont-en-Vexin.

## Fonctions
- Secrétaire d'État aux Anciens combattants et aux Victimes de guerre Gouvernement Paul Ramadier (2) (du 31 octobre 1947 au 19 novembre 1947)
- Député (républicain-socialiste, USR puis UDSR) de l'Eure (1928-1942, 1945-1955)